# Jamel Saihi
Jamel Saihi (arabisch جمال السايحي; * 27. Januar 1987 in Montpellier) ist ein ehemaliger tunesischer Fußballspieler.

## Karriere

### Vereine
Saihi begann seine Profikarriere beim HSC Montpellier, wo er ab 2004 für dessen zweite Mannschaft spielte. Am 20. April 2007 debütierte er in der ersten Mannschaft, als er beim Ligue 2-Spiel gegen den FC Tours in der Startaufstellung stand. Mit dem HSC Montpellier stieg er 2009 in die Ligue 1 auf und wurde 2012 französischer Meister. In der folgenden Champions-League-Spielzeit kam er dann auf vier Einsätze in der Gruppenphase. Die Saison 2016/17 verbrachte er beim SCO Angers und absolviert nur sieben Pflichtspiele. Anschließend beendete der mittlerweile 30-jährige Stürmer wegen anhaltender Knieprobleme seine aktive Karriere.

### Nationalmannschaft
Am 19. November 2008 kam Saihi zu seinem ersten Einsatz für die tunesische A-Nationalmannschaft, als er beim Freundschaftsspiel gegen Ghana in der Startaufstellung stand. Mit der Auswahl nahm er an den Afrikameisterschaften 2012 und 2015 teil und erreichte dort jeweils das Viertelfinale. Bis 2016 absolvierte Saihi insgesamt 20 Partien und erzielte dabei sechs Treffer.

## Erfolge
- Französischer Meister: 2012